# Hysterostegiella juniperina
Hysterostegiella juniperina är en svampart som tillhör divisionen sporsäcksvampar, och som först beskrevs av Emil Müller, och fick sitt nu gällande namn av Schmid-Heckel. Hysterostegiella juniperina ingår i släktet Hysterostegiella, och familjen Dermateaceae. Arten är reproducerande i Sverige.